# Caerleon
Caerleon (/kərliːən/; valižansko Caerllion) je primestno naselje in skupnost ob reki Usk na severnem obrobju mesta Newport, Wales. Caerleon je mesto arheološkega pomena, saj sta bila tu rimska legionarska trdnjava Isca Augusta in gradišče iz železne dobe. Valižanski Narodni muzej rimske legije (National Roman Legion Museum) in muzej Roman Baths sta v Caerleonu blizu ostankov Isce Auguste. Mesto ima tudi močne literarne povezave, kot sta Geoffrey iz Monmoutha, ki je v svoji Zgodovini britanskega kraljestva (Historia Regum Britanniae) razglasil Caerleon za eno najpomembnejših mest v Veliki Britaniji, in Alfred Tennyson, ki je napisal Kraljeve idile, medtem ko je prebival tukaj.

## Zgodovina

### Rimska utrdba
Caerleon je mesto precejšnjega arheološkega pomena, saj je bila tu legionarska trdnjava ali kastrum. Bil je sedež II. Avgustove legije od približno leta 75 do 300 in kraj železnodobnega gradišča.  Rimljani so mesto imenovali Isca po reki Usk (valižansko Wysg). Ime Caerleon lahko izhaja iz valižanščine za "trdnjavo legije"; okoli leta 800 se je imenovalo Cair Legeion guar Uisc. 
Vidni so izkopani rimski ostanki, tudi vojaški amfiteater, rimske terme (kopeli) in vojašnice, ki so jih zasedale rimske legije. Avgusta 2011 so v Caerleonu odkrili ostanke rimskega pristanišča.  Gildas (menih iz 6. stoletja) in Beda Častitljivi sta menila, da je bil rimski Caerleon mesto dveh starokrščanskih mučencev, Juliusa in Arona. Nedavne najdbe kažejo na rimsko zasedbo do okoli 380. Rimske ostanke so odkrili tudi na Myndu, ki je pomemben zgodovinski spomenik. 

### Srednji vek
Ko so Rimljani v srednjem veku zapustili Veliko Britanijo, je bil Caerleon ali bližnji Venta Silurum (zdaj Caerwent) upravno središče Kraljevine Gwent. Župnijska cerkev svetega Kadoka je bila ustanovljena verjetno v 6. stoletju tam, kjer je bil prej sedež legionarjev. Grad je v normanskem slogu – mota (grad na griču v obliki stolpa) z zaprtim dvoriščem – verjetno zgradil valižanski lord Caradog ap Gruffydd zunaj vzhodnega vogala stare rimske utrdbe. Leta 1086 ga je zavzel Turstin FitzRolf, praporščak Viljema Osvajalca pri Hastingsu. Po izgonu Turstina leta 1088 ga je zavzel Wynebald de Ballon, brat Hamelina de Ballona, ki je zavzel tudi Abergavenny ob reki Usk. Med Valižani in Normani je divjala bitka in leta 1171 so Iorwerth ab Owain in sinova uničili mesto Caerleon in zažgali grad. Caerleon je bil pomemben trg in pristanišče, verjetno je leta 1171 postal mestni okraj (borough), čeprav ni nobene neodvisne listine o tem. Grad in mestni okraj je leta 1217 zasegel William Marshal, 1. grof Pembroški  in grad obnovil v kamnu. Ostanki več starih rimskih stavb so ostali do neke višine do takrat, nato pa so jih verjetno uporabili kot gradbeni material.

### Valižanski upor
Med valižanskim uporom leta 1402 je Rhys Gethin, general Owaina Glyndŵra, zavzel Caerleonski grad skupaj s preostalimi (Newport, Cardiff, Llandaff, Abergavenny, Caerphilly in Usk).  Verjetno je bil takrat grad zadnjič uničen, čeprav so zidovi leta 1537 še vedno stali. Razvaline so nastale šele, ko je leta 1739 grad propadel – ostal je le okrogel stolp pri javni zgradbi Hanbury Arms. Stolp je zaščiten in je na seznamu stopnje II*.

### Angleška državljanska vojna
Čez reko Afon Llwyd iz Caerleona sta v regiji Penrhos Farm dve utrdbi iz angleške državljanske vojne. Leta 1648 so vojaki Oliverja Cromwella ponoči taborili na hribu Christchurch s pogledom na Newport pred napadom na grad naslednji dan.

### 18. in 19. stoletje
Star lesen most je bil uničen v neurju leta 1779 in sedanja kamnita različica je bila postavljena v začetku 19. stoletja. Do viktorijanskega razvoja dolvodnih dokov v Newportu je bil Caerleon pomembno pristanišče na reki Usk. Pomol na desnem bregu, zahodno od današnjega rečnega mostu, je zaznamoval mejo plovnosti za ladje z jamborom. Kositrne delavnice in mlini so bili na obrobju mesta v Ponthirju, Caerleon se je razširil in se skoraj pridružil Newportu. 
Spominska plošča na steni Mynda na High Street se nanaša na newportski upor leta 1839, v katerem je sodeloval John Frost iz Newporta, ki je bil pomembna oseba čartističnega gibanja. John Jenkins, lastnik hiše Mynde in delavnic Ponthir Tin Plate, je zgradil zid, da bi zadržal protestnike.
Ime Drovers' Arms v Goldcroft Common priča o starodavni droverski cesti iz Malpasa. Domneva se, da je bila skupnost  nekoč tržnica goveda. 

## Artur in Caerleon
V Itinerarium Cambriae iz leta 1191 je opisano potovanje po Walesu leta 1188 med tretjo križarsko vojno, v katerem je avtor Gerald iz Walesa napisal, da so bili "rimski ambasadorji uradno sprejeti na dvoru velikega kralja Arturja" v Caerleonu. 
Geoffrey iz Monmoutha, prvi avtor več zapisov o kralju Arturju, je v Zgodovini britanskega kraljestva razglasil Caerleon za eno najpomembnejših mest v Veliki Britaniji. Opisuje zgodovino vse od kralja Belinusa, ki je ustanovil mesto, do obdobja, ko je pod svetim Dubriciusom postal metropolitansko mesto in nadškofija, pomembnejša od Canterburyja in Yorka, do svetega Davida, ki je preselil nadškofijo v stolnico svetega Davida.
Geoffrey je razglasil Caerleon za Arturjevo glavno mesto in celo Thomas Malory je omenil, da je bil Artur ponovno kronan tukaj. Še vedno je viden rimski amfiteater pri Caerleonu, ki spominja na Arturjevo "okroglo mizo" in bi lahko bil vir za legendo. 
Čeprav so lahko bile ruševine in pomembnost Caerleona kot mestnega središča v začetku srednjeveškega kraljestva Gwent navdih Geoffreyju, je glavni zgodovinski vir za povezavo Arturja s "taborom legije" seznam dvanajstih Arturjevih bitk v 9. stoletju v Zgodovini Britov (Historia Brittonum). "Urbs legionis" je precej bolj verjetno Chester ali celo York. "Camelot" se prvič pojavi v delu Chretiena de Troyesa Lancelot, čeprav Chretien omenja tudi Caerleon.
Caerleon je povezan tudi s poznejšo literaturo o Arturju kot rojstni kraj pisatelja Arthurja Machna (1863–1947), ki ga pogosto uporablja kot kraj dogajanja v svojih delih. Tennyson je obiskal Hanbury Arms, ko je živel tukaj, ko je pisal Arturjevo smrt (Morte d'Arthur), pozneje vključena v  Kraljeve idile (Idylls of the King). Danes ima Caerleon sodoben kip Hanburškega viteza (The Hanbury Knight) iz nerjavnega jekla belgijskega kiparja Thierryja Lauwersa. [14] V romanu Michaela Morpurga Arthur, High King of Britain, se v Caerleonskem gradu zgodi incest, ko Artur s svojo polsestro Morgaine zaplodi sina Mordreda, ki pozneje povzroči njegov propad. Tudi Mary Stewart v legendah o Arturju omenja  Caerleon kot kraj, v katerem je imel Artur sodišče. V teh zgodbah je bil incest v Luguvaliumu. 

## Današnji Caerleon
Središče Caerleona je v dolini reke Usk, ki je del južne meje skupnosti. V severozahodnem delu vasi se prek železniškega mostu teren močno dvigne do Lodge Wooda in gradišča na hribu. Zahodna meja skupnosti je nastala s cesto A 4042 (Heidenheim Drive), severna meja je delno s strani Malthouse Road in deloma ob reki Afon Llwyd, ki teče proti jugu do reke Usk ob vzhodni strani vasi. Čez reko Usk iz Caerleona na jugovzhod in vzhod so park svetega Juliana, vas Christchurch in gričevnata regija okoli hriba Christchurch.
Pomembne zgradbe so: cerkev svetega Kadoka, Narodni muzej rimske legije, Muzej rimskih term, katoliška cerkev in župnišče, most in druge. Zgodovinski ostanki rimske legionarske trdnjave Isca Augusta je priljubljena med turisti in je označena ob poti dediščine v mestu.

### Kultura in skupnost
V Caerleonu je od leta 2002 julija vsako leto festival umetnosti, ki privabi kiparje v lesu z vsega sveta.  Veliko skulptur hranijo okoli Caerleona. Festival umetnosti sovpada z uprizoritvami rimske vojske v amfiteatru, ki prikazuje rimski vojaški oklep, taktiko pehote, konjenice, opremo in naprave za obleganje, kot je balista.
Žive glasbene prireditve in vizualne umetnosti so poleti na prostem v rimskem amfiteatru.
Informativna in obširna zgodovina Caerleona je bila objavljena leta 1970. Napisal jo je lokalni amaterski zgodovinar Primrose Hockey, član Britanskega kraljestva (MBE) , ustanovni član Caerleon Local History Society.